# دای تسوکاموتو
دای تسوکاموتو (ژاپنی: 塚元 大؛ زادهٔ ۲۳ ژوئن ۲۰۰۱) یک بازیکن فوتبال اهل ژاپن است.
از باشگاه‌هایی که در آن بازی کرده‌است می‌توان به باشگاه فوتبال گامبا اوساکا اشاره کرد.